# Wahlenbergia pulchella
Wahlenbergia pulchella är en klockväxtart som beskrevs av Mats Thulin. Wahlenbergia pulchella ingår i släktet Wahlenbergia och familjen klockväxter.

## Underarter
Arten delas in i följande underarter:
- W. p. laurentii
- W. p. mbalensis
- W. p. michelii
- W. p. paradoxa
- W. p. pedicellata
- W. p. pulchella